# Vino iz oduvantjikov
Vino iz oduvantjikov (russisk: 	Вино из одуванчиков) er en russisk-ukrainsk spillefilm fra 1997 af Igor Apasjan.

## Medvirkende
- Andrej Novikov som Duglas Spolding
- Sergej Kuznetsov som Tom Spolding
- Vera Vasiljeva som Ester Spolding
- Vladimir Zeldin
- Lija Akhedzjakova som Lina Aufman